# ADN : Accélérateur de neurones
Pour les articles homonymes, voir ADN (homonymie).
ADN : Accélérateur de neurones est une émission de télévision française diffusée sur France 2 et présentée par Sébastien Folin entre le samedi 5 septembre 2009 à 18h05 et le samedi 25 juin 2011 à 14h50 sur France 2.

## Principe
Cette émission traite de la science, la nature, le climat, les animaux, l'histoire, la géographie, la biologie, … en plusieurs sujets d'une dizaine de minutes,,.

## Identité visuelle (logo)

Premier logo de l'émission
Logo actuel de l'émission

## Audience
Pour sa première émission, le 5 septembre 2009, l'émission démarre timidement avec 1 million de téléspectateurs, soit 10,4 % du public. L'émission s'arrête le 25 juin 2011 à cause des mauvaises audiences.